# Zahradivka, Vîsokopillea
Zahradivka (în ucraineană Заградівка) este o comună în raionul Vîsokopillea, regiunea Herson, Ucraina, formată numai din satul de reședință.

## Demografie
Componența lingvistică a comunei Zahradivka
     Ucraineană (96,79%)
     Rusă (2,79%)
     Alte limbi (0,14%)
Conform recensământului din 2001, majoritatea populației comunei Zahradivka era vorbitoare de ucraineană (96,79%), existând în minoritate și vorbitori de rusă (2,79%).